# 固伦和孝公主
固倫和孝公主（1775年2月2日—1823年10月13日），愛新覺羅氏，是清高宗乾隆皇帝最小的子女，亦最為其寵愛，出生於紫禁城翊坤宮，生母惇妃汪氏。因在公主中排行第十，故時人稱之為「十公主」。

## 出生
乾隆四十年正月初三日（1775年2月2日），十公主出生於翊坤宮，為乾隆帝第十女，母親為惇妃汪氏。而當時六十五歲的乾隆帝仍然在世的幾位兒子多已成家，而身邊的女兒只剩下四十四歲的三女兒固倫和敬公主和十七歲的九女兒和碩和恪公主。（其實還有年方十九的七公主固倫和靜公主，但很不幸地她在十公主出生後沒過幾天就病死了。）
又因十公主長相酷似乾隆，也就是原本就長得很像男人，且性格剛毅，常以男裝隨老父圍牆校獵，引弓發矢，果敢英武。故乾隆曾慨嘆地對公主說：「汝若為皇子，朕必立汝儲也。」而一般妃嬪所生之女只可封和碩公主（品位禮遇等同郡王），只有皇后之女才有資格封為固倫公主（品位禮遇等同親王），但和孝公主在十歲初封和硕公主之后，于十二岁破格晋封固伦公主位号，還能在出嫁前乘金頂轎，从這些待遇可見乾隆對她無比鍾愛。

## 婚姻及後半生
乾隆五十四年十一月，和孝公主下嫁權臣和珅長子豐紳殷德，據昭槤《嘯亭續錄》記載十公主對家翁和珅的所作所為早有所聞，並常與丈夫道：「汝翁受皇父厚恩，毫無報效，惟賄日彰，吾代汝憂。他日恐身家不保，吾必遭汝累。」可見公主高瞻遠矚。
還有一年的某個冬日上午，童心未泯的豐紳殷德與家僕在大雪中「偶弄瓦插，作撥雪戲。」和孝公主看到後非常生氣，斥責他說：「汝年已逾冠，尚作癡童戲耶？」豐紳殷德見狀，立刻跪下連忙道歉，最後公主扶起他並溫柔地對他說：「汝勿作童戲，與吾共讀詩書。」可見公主多年來雖受盡乾隆帝溺愛，但並無恃寵生驕，無論對內對外都非常能幹，大方明理，故兄長嘉慶帝也對她關愛備至。據說嘉慶帝得知他珍愛的十妹將成為和珅兒媳後心痛得吃不下、睡不著。從和珅被抄後獨留半邊和府及留資贍養予十公主，又如她所願，饒恕豐紳殷德，並給和珅留全屍便可知一二。此外，嘉慶帝更於嘉慶十五年命內務府為和孝公主修建園寢，又知她入不敷支，再於嘉慶十九年特賞白銀六千兩，並准許她放債收息，以補開支。
和孝公主與豐紳殷德婚後非常恩愛並生有一子（約出生於乾隆五十八至六十年間），惜孩子於嘉慶二年夭亡，此後再沒有生育。為防和家絕後，公主曾多次勸說丈夫立妾，最初豐紳殷德以為公主欲試探自己，後來發覺公主情深意切，才立妾以釋憂慮。
可惜，豐紳殷德終其一生只生有兩位女兒，在他逝世時分別只有十一歲和五歲：「一尚垂鬓一尚嬉」。為了讓自己的皇妹老有所依，嘉慶帝在豐紳殷德病故後，赏给和孝公主丧银五千两，並安排和孝公主以养子福恩為嗣，襲和珅祖上所留下的輕車都尉世職。和珅嗣曾孙女，即散佚大臣福恩之女鈕祜祿氏，嫁奕純曾孙宗室毓厚（奕纯-载铭-溥咸-毓厚，《爱新觉罗宗谱》）。福恩另一女鈕祜祿氏，嫁郑亲王端华五子征善（征善为肃顺次子，过继端华为嗣）。
另一方面，道光帝對這位皇姑亦十分照顧，曾於道光元年親下諭旨將和珅被抄的「恆升當」當鋪還給公主。和孝公主先在和珅倒臺後，替體弱多病的丈夫打理家事十多年：「內外嚴肅，賴以小康。」
最後，公主於豐紳殷德病故後十餘年，於道光三年九月初十辭世，終年四十九歲，道光帝親臨靈前拜祭。
在北京市海淀區東北邊界處的永丰鄉，有一座不足300人居住的小村莊，傳說固倫和孝公主被埋葬於此。

## 引用
1. ↑  清高宗 - 乾隆40年1月 - 時間權威資料庫
2. ↑  清宣宗 - 道光3年9月 - 時間權威資料庫